# Championnats du monde IBSF 2016
Navigation
Édition précédente Édition suivante
Les Championnats du monde de la FIBT 2016 se déroulent du 11 février 2016 au 21 février 2016 à Innsbruck (Autriche) sous l'égide de la Fédération internationale de bobsleigh et de tobogganing (FIBT). Il y a six titres à attribuer au total : trois en bobsleigh (bob à deux masculin, bob à quatre masculin et bob à deux féminin), deux en skeleton (individuel masculin et individuel féminin) et enfin un en équipe mixte (bobsleigh + skeleton). Il s'agit d'une compétition annuelle (hors année olympique).

## Calendrier des épreuves
| ent. | Entraînement | c | Course |

| Événements    | Événements     | Calendrier (février) | Calendrier (février) | Calendrier (février) | Calendrier (février) | Calendrier (février) | Calendrier (février) | Calendrier (février) | Calendrier (février) | Calendrier (février) | Calendrier (février) | Calendrier (février) | Calendrier (février) |
| Événements    | Événements     | 11                   | 12                   | 13                   | 14                   | 15                   | 16                   | 17                   | 18                   | 19                   | 20                   | 21                   |                      |
| ------------- | -------------- | -------------------- | -------------------- | -------------------- | -------------------- | -------------------- | -------------------- | -------------------- | -------------------- | -------------------- | -------------------- | -------------------- | -------------------- |
| Bobsleigh     | Bob à 4        |                      |                      |                      |                      |                      |                      |                      |                      |                      |                      |                      |                      |
| Bobsleigh     | Bob à 2 Hommes |                      |                      |                      |                      |                      |                      |                      |                      |                      |                      |                      |                      |
| Bobsleigh     | Bob à 2 Femmes |                      |                      |                      |                      |                      |                      |                      |                      |                      |                      |                      |                      |
| Skeleton      | Hommes         |                      |                      |                      |                      |                      |                      |                      |                      |                      |                      |                      |                      |
| Skeleton      | Femmes         |                      |                      |                      |                      |                      |                      |                      |                      |                      |                      |                      |                      |
| Épreuve mixte |                |                      |                      |                      |                      |                      |                      |                      |                      |                      |                      |                      |                      |

## Podiums
| Épreuves              | Or                                                                        | Argent                                                                    | Bronze                                                            |
| --------------------- | ------------------------------------------------------------------------- | ------------------------------------------------------------------------- | ----------------------------------------------------------------- |
| Bob à deux masculin   | Allemagne Francesco Friedrich Thorsten Margis                             | Allemagne Johannes Lochner Joshua Bluhm                                   | Suisse Beat Hefti Alex Baumann                                    |
| Bob à quatre masculin | Lettonie Oskars Melbārdis Daumants Dreiškens Arvis Vilkaste Jānis Strenga | Allemagne Francesco Friedrich Candy Bauer Gregor Bermbach Thorsten Margis | Suisse Rico Peter Bror van der Zijde Thomas Amrhein Simon Friedli |
| Bob à deux féminin    | Allemagne Annika Drazek Anja Schneiderheinze                              | Canada Kaillie Humphries Melissa Lotholz                                  | États-Unis Elana Meyers Taylor Lauren Gibbs                       |

| Épreuves | Or             | Argent                           | Bronze         |
| -------- | -------------- | -------------------------------- | -------------- |
| Hommes   | Martins Dukurs | Aleksandr Tretyakov Yun Sung-bin | -              |
| Femmes   | Tina Hermann   | Janine Flock                     | Elena Nikitina |

| Épreuves     | Or | Argent | Bronze |
| ------------ | --- | --- | --- |
| Équipe mixte | Allemagne Axel Jungk Anja Schneiderheinze Franziska Bertels Tina Hermann Johannes Lochner Tino Paasche | Autriche Matthias Guggenberger Christina Hengster Sanne Dekker Janine Flock Benjamin Maier Dănuț Moldovan | Allemagne Michael Zachrau Stephanie Schneider Anne Lobenstein Jacqueline Lölling Nico Walther Jannis Bäcker |

## Tableau des médailles
| Rang | Nation       | Or | Argent | Bronze | Total |
| ---- | ------------ | -- | ------ | ------ | ----- |
| 1    | Allemagne    | 4  | 2      | 1      | 7     |
| 2    | Lettonie     | 2  | 0      | 0      | 2     |
| 3    | Autriche     | 0  | 2      | 0      | 2     |
| 4    | Russie       | 0  | 1      | 1      | 2     |
| 5    | Canada       | 0  | 1      | 0      | 1     |
| 5    | Corée du Sud | 0  | 1      | 0      | 1     |
| 7    | Suisse       | 0  | 0      | 2      | 2     |
| 8    | États-Unis   | 0  | 0      | 1      | 1     |